# John Ojukwu
John Ojukwu (nacido el 9 de enero de 1999) es un jugador de fútbol americano estadounidense que juega de tackle ofensivo para los Tennessee Titans de la National Football League (NFL). Jugó fútbol americano universitario en Boise State y fue contratado por los Titans como agente libre no reclutado en el 2023.

## Primeros años de vida
Ojukwu nació el 9 de enero de 1999. Asistió a Boise High School y fue titular durante tres años como tackle ofensivo, obteniendo dos honores de conferencia del primer equipo, así como una selección estatal. En su tercer año, Ojukwu pesaba sólo 185 libras, por lo que, sabiendo que necesitaba ganar peso para tener una oportunidad en la universidad, comía grandes cantidades de comida y hacía ejercicio constantemente, ganando cerca de 100 libras en nueve meses con una dieta que incluía galones diarios de leche y, a veces, pizzas enteras. Fue un recluta de tres estrellas y fue clasificado como el tercer mejor prospecto de Idaho, y finalmente se comprometió a jugar fútbol americano universitario para los Boise State Broncos.

## Carrera universitaria
Ojukwu vistió la camiseta roja en su primera temporada en Boise State, 2017. Comenzó la temporada 2018 como suplente antes de entrar en acción contra Nevada el 13 de octubre, y nunca se perdió un inicio en los juegos que jugó después durante el resto de su carrera universitaria. Ojukwu comenzó los últimos siete juegos del año como tackle derecho y terminó la temporada habiendo aparecido en los 12 juegos. Siguió siendo tackle derecho titular en 2019, iniciando 11 juegos y ayudando a bloquear una ofensiva que ocupó el puesto 14 a nivel nacional en anotaciones. Ojukwu pasó a ser tackle izquierdo en 2020 y fue nombrado segundo equipo de la All-Mountain West Conference (MWC) mientras fue titular en los siete juegos. En 2021, fue titular en 12 juegos y obtuvo los honores del primer equipo All-MWC al permitir cuatro capturas y cometer solo un penal.
En su última temporada, 2022, Ojukwu fue el único jugador de Boise State que inició los 14 juegos en ofensiva y no permitió capturas y cometió solo dos penales. Terminó su paso por los Broncos después de haber jugado cerca de 1,900 jugadas, en las que permitió solo 11 capturas y además permitió solo ocho golpes de mariscal de campo en sus últimas tres temporadas. Fue invitado al NFLPA Collegiate Bowl y al East-West Shrine Bowl al final de su carrera universitaria.

## Carrera profesional
A pesar de haber sido proyectado por varias fuentes como una selección de última ronda en el Draft de la NFL de 2023, Ojukwu no fue seleccionado. Posteriormente, fue contratado por los Tennessee Titans como agente libre no reclutado.